# FC Encamp
FC Encamp je nogometni klub iz Encampa u Andori i trenutno se natječe u Prvoj nogometnoj ligi Andore.

## Osnivanje
FC Encamp osnovan je 1950. godine tako postavši drugi nogometni klub stvoren u Andori nakon FC Andore (osnovane 1942. godine). Prije osnivanja Andorske lige, klub se natjecao u Španjolskoj.

## Natjecanja
Tim je titulu prvaka države odsvojio dva puta, u sezonama 1995./96. i 2001./2002.  te dva puta nogometni kup Andore, u sezonama 2005./2006. i 2008./2009.

## Međunarodna natjecanja
Klub je 2002./2003. igrao u kvalifikacijama kupa UEFA protiv Zenita iz Sankt Peterburga. Obje utakmice je izgubio rezultatima 0:5 i 0:8.
Kao drugoplasirani klub u sezoni 2002./2003. naredne sezone (2003./2004.) sudjelovali su u (sada ukinutom) UEFA Intertoto kupu, u kom su obje utakmice izgubili od belgijskog Liersea rezultatima 0:3 i 1:4

## Boje ekipe
FC Encamp uzima boje iz župe Encamp. Od osnutka plava bila tradicionalna boja Andorskog kluba. Boje su plava i bijela majica i plave kratke hlače za domaće utakmice, a crveni i bijeli prugasti dres za gostujuće.